# Сен-Жан-де-Мон
Сен-Жан-де-Мон (фр. Saint-Jean-de-Monts) — коммуна на западе Франции, регион Пеи-де-ла-Луар, департамент Вандея, округ Ле-Сабль-д’Олон, центр кантона Сен-Жан-де-Мон. Расположена на берегу Бискайского залива в 57 км к западу от Ла-Рош-сюр-Йона и в 68 км к юго-западу от Нанта, в 60 км от автомагистралей А83 и А87.
Население (2019) — 8 696 человек.

## История
Поселок, возникший вокруг церкви Святого Иоанна, известен с XIV века; сама церковь, в значительной степени сохранившаяся с этого времени, является главной его достопримечательностью.
До революции Сен-Жан находился под властью сеньоров де Буа Массон. Он серьёзно пострадал во время Вандейского мятежа и был восстановлен из руин. Наполеон I декретом от 19 вандемьера XII года (12 октября 1803 года) основал здесь первый колледж. Через десять лет он будет переведен в Бурбон-Вандею (ныне Ла-Рош-сюр-Йон), а его помещения будут использоваться церковным приходом и мэрией.
Со времени Второй Империи на территории коммуны стали проводиться работы по закреплению движения песчаных дюн и предотвращению их проникновения во внутренние районы. С 1867 года на пляжи Сен-Жан-де-Мона стали приезжать купальщики. К концу XIX стал он стал модным морским курортом, здесь селились художники, черпавшие вдохновение в его живописных окрестностях. Были построены первый отель и около двадцати вилл; к концу XIX века в Сен-Жан-де-Моне уже проживало около 4500 жителей.
В 1920-е годы Сен-Жан-де-Мон переживает новый расцвет. Распространение автомобилей и строительство прибрежной железной дороги способствовали привлечению сюда отдыхающих из более широких социальных слоев. Последовательно открывается около десяти отелей, в основном в районе пляжа. Появляются магазины, растет число вилл. В прибрежной зоне строятся два жилых комплекса. Закрытие местной железнодорожной линии в 1949 году не снизило туристический поток. В 1950-е годы в городе была реализована обширная программа благоустройства набережной и прилегающих территорий.

## Достопримечательности
- Церковь Святого Иоанна XIV века
- Песчаный пляж длиной четырнадцать километров и очень ровный, что делает его самым большим пляжем в Вандее, идеально подходящим для катания на парусной лодке, виндсерфинга и гребли на байдарках

## Экономика
Структура занятости населения:
- сельское хозяйство — 1,5 %
- промышленность — 13,8 %
- строительство — 7,3 %
- торговля, транспорт и сфера услуг — 50,1 %
- государственные и муниципальные службы — 27,3 %

Уровень безработицы (2019) — 14,2 % (Франция в целом — 12,9 %, департамент Вандея — 10,5 %). 

Среднегодовой доход на 1 человека, евро (2019) — 21 750 (Франция в целом — 21 930, департамент Вандея — 21 550).

## Демография
Динамика численности населения, чел.

## Администрация
Пост мэра Сен-Жан-де-Мона с 2020 года занимает Вероник Лоне (Véronique Launay). На муниципальных выборах 2020 года возглавляемый ею левый список победил в 1-м туре, получив 53,65 % голосов.
| Период | Период | Фамилия       | Партия                                                                    | Примечания                                                                                 |
| ------ | ------ | ------------- | ------------------------------------------------------------------------- | ------------------------------------------------------------------------------------------ |
| 1967   | 1989   | Жан-Жак Вигье | Союз демократов в поддержку республики Объединение в поддержку республики | фармацевт, член Регионального совета ПЕи-де-ла-Луар, член Генерального совета департамента |
| 1989   | 2020   | Андре Риколло | Разные левые                                                              | фармацевт, член Генерального совета департамента                                           |
| 2020   |        | Вероник Лоне  | Разные левые                                                              | физиотерапевт                                                                              |

## Галерея

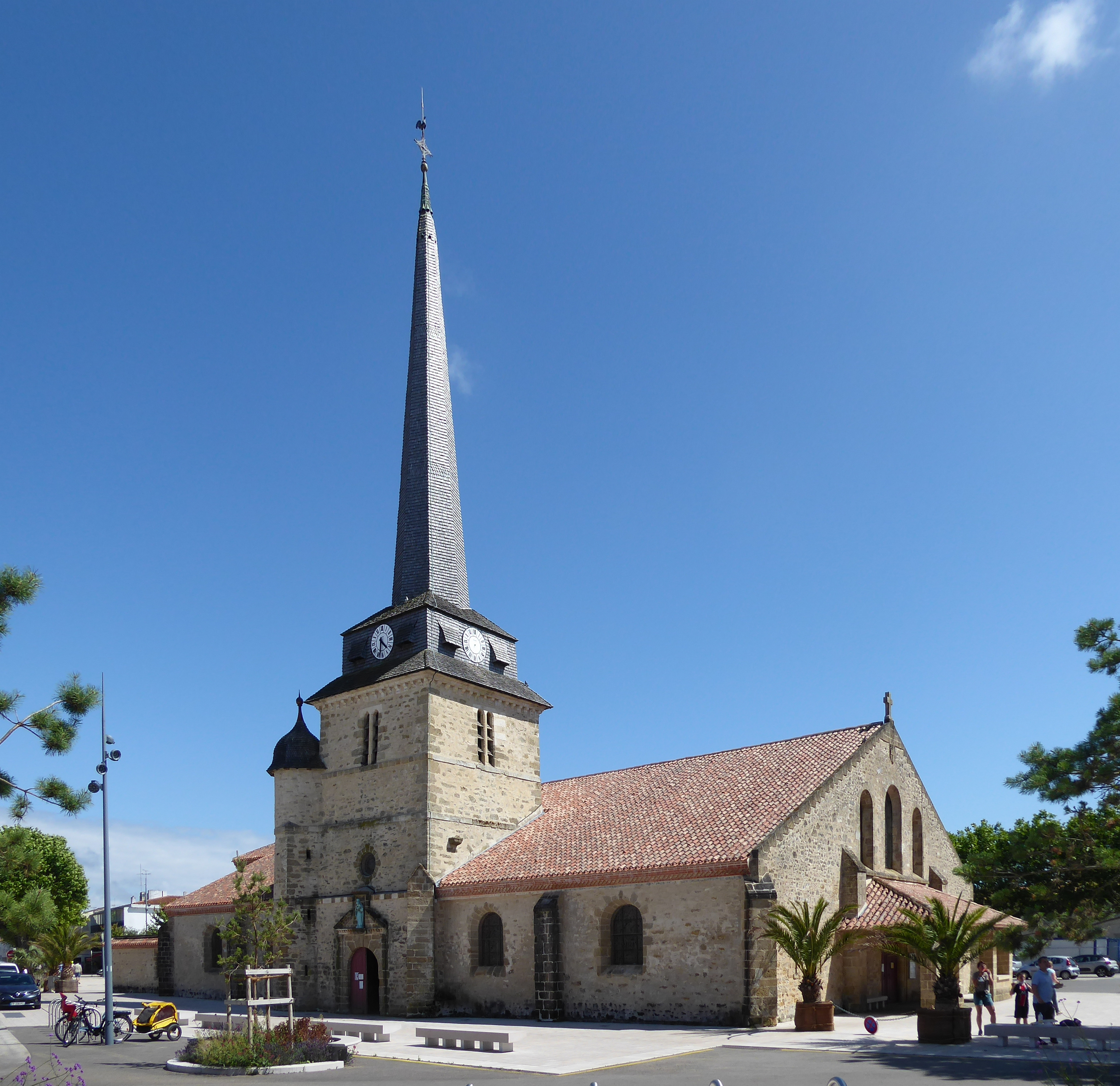
Церковь Святого Иоанна
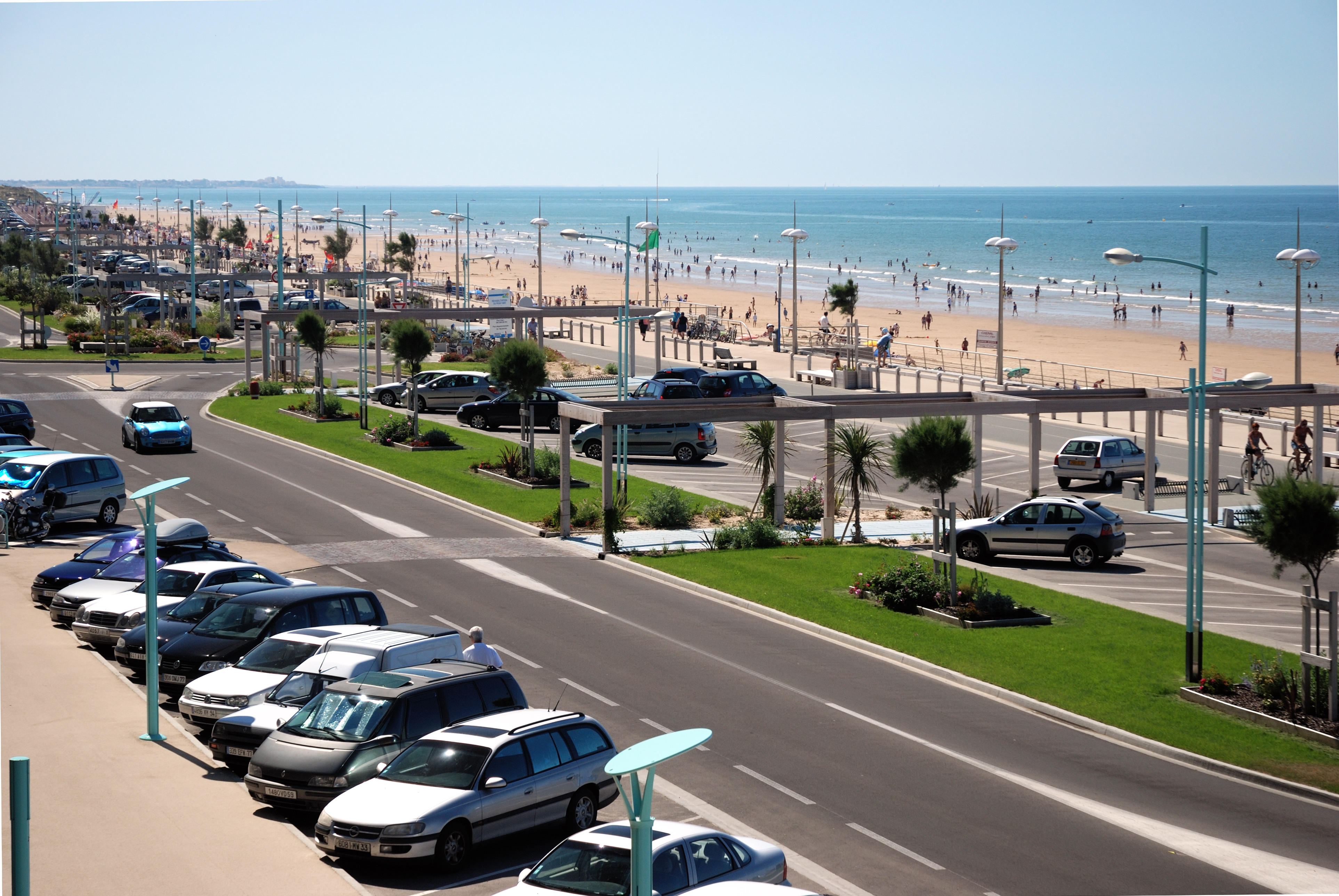
Прибрежная эспланада
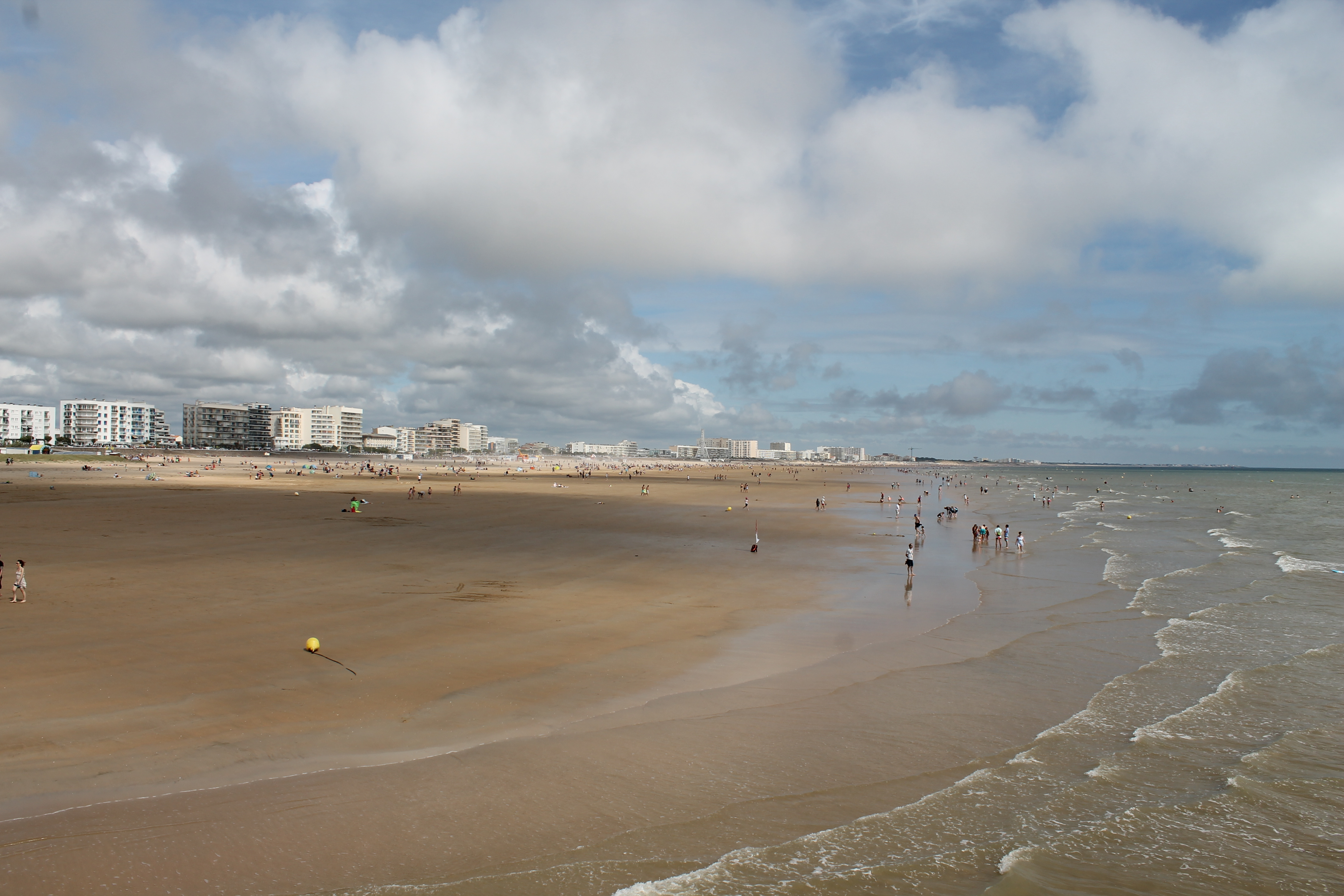
Пляж